# Барбети (Торино)
Барбети је насеље у Италији у округу Торино, региону Пијемонт.
Према процени из 2011. у насељу је живело 65 становника. Насеље се налази на надморској висини од 341 м.